# Лодыженский, Иван Николаевич
Ива́н Никола́евич Лоды́женский (1872—1931) — управляющий делами Совета министров Российской империи в 1914—1917 годах, сенатор, шталмейстер.

## Биография
Происходил из старинного дворянского рода. Сын композитора Николая Николаевича Лодыженского и жены его Александры Ивановны Зыковой. При рождении получил имя Воин-Иоанн, которое впоследствии сменил на Иван. Крестным отцом был композитор Н. А. Римский-Корсаков.
Окончил частную гимназию Карла Мая (1891) и юридический факультет Петербургского университета с дипломом 1-й степени (1895). По окончании университета поступил на службу в Государственную канцелярию.
Чины: камергер (1912), действительный статский советник (1912), в должности шталмейстера (1914).
С 1910 года состоял помощником статс-секретаря Государственного совета и помощник управляющего делами Совета министров. С 24 мая 1914 по 14 марта 1917 года занимал должность управляющего делами Совета министров, оставаясь причисленным к Государственной канцелярии. Кроме того, занимался общественной деятельностью в Тульской губернии. Избирался почетным мировым судьей Алексинского и Крапивенского уездов. Состоял почетным членом Тульской губернской ученой архивной комиссии и попечителем Любиковской церковно-приходской школы. Был избран почетным гражданином города Алексина. Входил в Совет Императорского Человеколюбивого общества.
3 февраля 1917 года назначен сенатором с производством в тайные советники. 19 июля 1917 года был допрошен Чрезвычайной следственной комиссией Временного правительства.
После Октябрьской революции эмигрировал в Болгарию. Был помощником уполномоченного РОКК (старого) в Болгарии. Скончался 30 августа 1931 года в лазарете приюта РОКК на Шипке. Похоронен на православном кладбище около Шипки в Болгарии.
Был женат на Вере Николаевне Молво, урожденной Филковой, дочери коллежского советника Николая Владимировича Филкова и Анны Петровны Бащерской.

## Награды
- Высочайшая благодарность (1914)

- медаль Красного Креста «В память русско-японской войны 1904—1905 гг.»
- медаль «В память 100-летия Отечественной войны 1812 г.»
- медаль «В память 300-летия царствования дома Романовых»
- знак отличия «за труды по землеустройству»